# Elecciones al Parlamento Europeo de 2009 (Francia)
Las elecciones al Parlamento Europeo de 2009 en Francia se celebraron el domingo 7 de junio de 2009. De acuerdo con el Tratado de Niza, en vigor, a Francia le corresponderán 72 de los 736 eurodiputados, frente a los 78 de la anterior legislatura, reducidos a causa de la adhesión de Rumanía y Bulgaria a la Unión Europea.

## Circunscripciones

Reparto de escaños por circunscripción.

Los 72 escaños se repartieron entre ocho circunscripciones interregionales. Las anteriores elecciones se habían celebrado en circunscripción única.
- Noroeste (Baja Normandía, Alta Normandía, Norte-Paso de Calais, Picardía): 12 escaños
- Oeste (Bretaña, País del Loira, Poitou-Charentes): 9 escaños
- Este (Alsace, Borgoña, Champaña-Ardenas, Franco Condado, Lorena): 9 escaños
- Macizo Central - Centro (Auvernia, Centre, Limousin): 5 escaños
- Suroeste (Aquitania, Languedoc-Roussillon, Mediodía-Pirineos): 10 escaños
- Sudeste (Córcega, Provenza-Alpes-Costa Azul, Ródano-Alpes): 13 escaños
- Isla de Francia: 13 escaños
- Ultramar: 3 escaños

## Resultados
| Datos de participación | Datos de participación | Datos de participación |
| ---------------------- | ---------------------- | ---------------------- |
| Censo electoral        | 44.282.823             | 100%                   |
| Votos                  | 17.992.161             | 40,63%                 |
| Abstención             | 26.290.662             | 59,37%                 |
| Votos a candidaturas   | 17.218.614             | 95,7%                  |

| ← Elecciones al Parlamento Europeo de 2009 →                                                  |           |       |         |     |                                                      |
| Partido                                                                                       | Votos     | %     | Escaños | +/- | Grupo del Parlamento Europeo                         |
| Unión por un Movimiento Popular (UMP) Nuevo Centro (NC)                                       | 4.799.908 | 27,88 | 29      | +12 | Partido Popular Europeo                              |
| Partido Socialista (PS)                                                                       | 2.838.160 | 16,48 | 14      | -17 | Partido Socialista Europeo                           |
| Europe Écologie (EE)                                                                          | 2.803.759 | 16,28 | 14      | +8  | Partido Verde Europeo                                |
| Movimiento Demócrata (MD)                                                                     | 1.455.841 | 8,46  | 6       | -5  | Alianza de los Demócratas y Liberales por Europa     |
| Frente de Izquierda (FI) *Partido Comunista Francés *Partido de Izquierda *Izquierda Unitaria | 1.115.021 | 6,48  | 5       | +2  | Izquierda Unitaria Europea - Izquierda Verde Nórdica |
| Frente Nacional (FN)                                                                          | 1.091.691 | 6,34  | 3       | -4  | EuroNat                                              |
| Libertas France (LF) *Movimiento por Francia *Caza, Pesca, Naturaleza, Tradiciones            | 826.357   | 4.80  | 1       | -2  | Libertas                                             |
| Nuevo Partido Anticapitalista (NPA)                                                           | 840.833   | 4,88  | 0       |     | Izquierda Anticapitalista Europea                    |
| Alianza Ecológica Independiente (AEI)                                                         | 625.375   | 3,63  | 0       |     |                                                      |
| Alzad la República (DLR)                                                                      | 304,585   | 1,77  | 0       |     | EUDemócratas                                         |
| Lucha Obrera (LO)                                                                             | 205,975   | 1,20  | 0       |     |                                                      |
| Otros                                                                                         | 311.109   | 2,0   | 0       |     |                                                      |